# Formação Javelina
A Formação Javelina é uma formação geológica no Texas, Estados Unidos. A datação mostrou que os estratos datam do estágio Maastrichtiano do Cretáceo Superior, com aproximadamente 70 a 66,5 milhões de anos. A parte do meio da formação foi datada de cerca de 69 milhões de anos atrás, mais ou menos 1 Ma e o topo situado próximo ao limite Cretáceo-Paleogeno (na formação Black Peaks sobrejacente), datado de 66 Ma atrás. Restos de dinossauros estão entre os fósseis que foram recuperados da formação.

## Detação
A faixa etária típica da Formação Javelina tem sido difícil de determinar. Até agora, apenas um sítio geológico na Formação Javelina produziu os tipos de rocha corretos para datação radiométrica. O afloramento, situado nos estratos médios da formação cerca de 90 metros abaixo do limite K-Pg e dentro da faixa local de fósseis de Alamosaurus e abaixo de dois locais que produziram fósseis de Quetzalcoatlus, foi datado em 69,0 mais ou menos 0,9 milhões de anos em 2010. Fósseis indeterminados de dinossauros da subfamília Chasmosaurinae também foram encontrados.

## Conteúdo fóssil

### Paleofauna de vertebrados
| Vertebrados da Formação Javelina | Vertebrados da Formação Javelina | Vertebrados da Formação Javelina | Vertebrados da Formação Javelina | Vertebrados da Formação Javelina | Vertebrados da Formação Javelina | Vertebrados da Formação Javelina |
| Gênero                           | Espécies                         | Local                            | Posição estratigráfica           | Material                         | Notas | Imagens                          |
| -------------------------------- | -------------------------------- | -------------------------------- | -------------------------------- | -------------------------------- | --- | -------------------------------- |
| Alamosaurus                      | A. sanjuanensis                  |                                  |                                  |                                  | Um saurópode titanossauriano , também encontrado na Formação Ojo Alamo |                                  |
| Bravoceratops                    | B. polyphemus                    |                                  |                                  |                                  | Um ceratopsídeo casmossauríneo conhecida da parte mais baixa da Formação Javelina, data do começo do estágio Maastrichtiano.                                                                                  |                                  |
| Dasyatis                         | Desconhecido                     |                                  |                                  |                                  | Uma arraia |                                  |
| Gryposaurus?                     | G.? alsatei                      |                                  |                                  |                                  | Um hadrossaurídeo saurolofíneo conhecido da Formação Two Medicine, da Formação Dinosaur Park e da Formação Kaiparowits, além de possíveis restos ainda não desencavados na Formação El Picacho.               |                                  |
| Kritosaurus                      | K. navajovius                    |                                  |                                  |                                  | Um hadrossaurídeo saurolofíneo conhecido da Formação Kirtland, Formação Aguja, Formação Ojo Alamo e da Formação El Picacho. Uma possível segunda espécie de Kritosaurus pode ter vivido na Formação Javelina. |                                  |
| Quetzalcoatlus                   | Q. northropi e Q. lawsoni        |                                  |                                  |                                  | Um pterossauro azhdarquídeo |                                  |
| Rhombodus                        | Desconhecido                     |                                  |                                  |                                  | Uma arraia |                                  |
| Saurornitholestes                | S. cf. langstoni                 |                                  |                                  |                                  | Um dromeossaurídeo |                                  |
| Saurolophinae                    | Indeterminado                    |                                  |                                  |                                  | Um hadrossaurídeo saurolofíneo similar ao gênero Saurolophus. |                                  |
| Torosaurus                       | T. utahensis                     |                                  |                                  |                                  | Um ceratopsídeo casmossauríneo cujos restos foram encontrados na Formação Frenchman, na Formação Hell Creek, na Formação North Horn, na Formação McRae, e na Formação Lance.                                  |                                  |
| Troodon                          | T. sp.                           |                                  |                                  |                                  | Um troodontídeo |                                  |
| Tyrannosaurus                    | T. rex                           |                                  |                                  |                                  | Um tiranossaurídeo, originalmente identificado a partir da Formação Hell Creek. Também encontrado em Denver, Ferris, Frenchman, Lance, Livingston, McRae, North Horn, Scollard e Formação Willow Creek.       | [ 15 ]                           |
| Trionychidae                     | Indeterminado                    |                                  |                                  |                                  | Restos de uma tartaruga indeterminada |                                  |
| Wellnhopterus                    | W. brevirostris                  |                                  |                                  |                                  | Um pterossauro azhdarquídeo |                                  |

### Flora
Dicotiledóneas e angiospermas foram desencavadas nesta formação. Fósseis de plantas indicam que esta área era um habitat florestal.
| Flora da Formação Javelina | Flora da Formação Javelina | Flora da Formação Javelina | Flora da Formação Javelina | Flora da Formação Javelina | Flora da Formação Javelina | Flora da Formação Javelina |
| Gênero                     | Espécies                   | Local                      | Posição estratigráfica     | Material                   | Notas                      | Imagens                    |
| -------------------------- | -------------------------- | -------------------------- | -------------------------- | -------------------------- | -------------------------- | -------------------------- |
| Javelinoxylon              | J. multiporosum            |                            |                            |                            | Uma árvore dicotiledónea   |                            |